# Leonid Surkov
Leonid Surkov (* 2000 in Moskau) ist ein russischer Oboist. Er gewann beim 73. Internationalen Musikwettbewerb der ARD 2024 in München den 1. Preis im Fach Oboe.

## Leben und Werk
Leonid Surkov begann seine musikalische Ausbildung mit sieben Jahren. Er setzte ab 2014 sein Musikschulstudium bei Denis Osver an der Gnessin Musikfachschule in Moskau fort. 
Seit 2019  studiert Leonid Surkov an der Universität der Künste Berlin in der Klasse von Washington Barella. 
Während seiner Studienzeit gewann Leonid Surkov verschiedene Preise bei internationalen Musikwettbewerben u. a. beim 73. ARD-Musikwettbewerb, 13. International Oboe Competition of Japan und The Muri Competition. 
Er spielte als Gastmusiker im Rundfunk-Sinfonieorchester Berlin, im Orchester der Komischen Oper Berlin, im Staatlichen Akademischen Sinfonieorchester Russlands und im PerSimfAns Orchester. In der Konzertsaison 2022/23 und 2023/24 war Leonid Mitglied der Orchesterakademie des NDR Elbphilharmonieorchesters Hamburg.
Leonid Surkov war in Berlin als Mitglied des 2021 gegründeten Bläserquartettes „JuVentus Berlin“ im Bereich der Kammermusik tätig. Alle fünf Musiker des Quintetts sind Stipendiaten des „Yehudi Menuhin Live Music Now e.V.“.
Ab der Konzertsaison 2024/25 ist Leonid Solo-Oboist im Musikkollegium Winterthur.